# گردابه‌های قمری

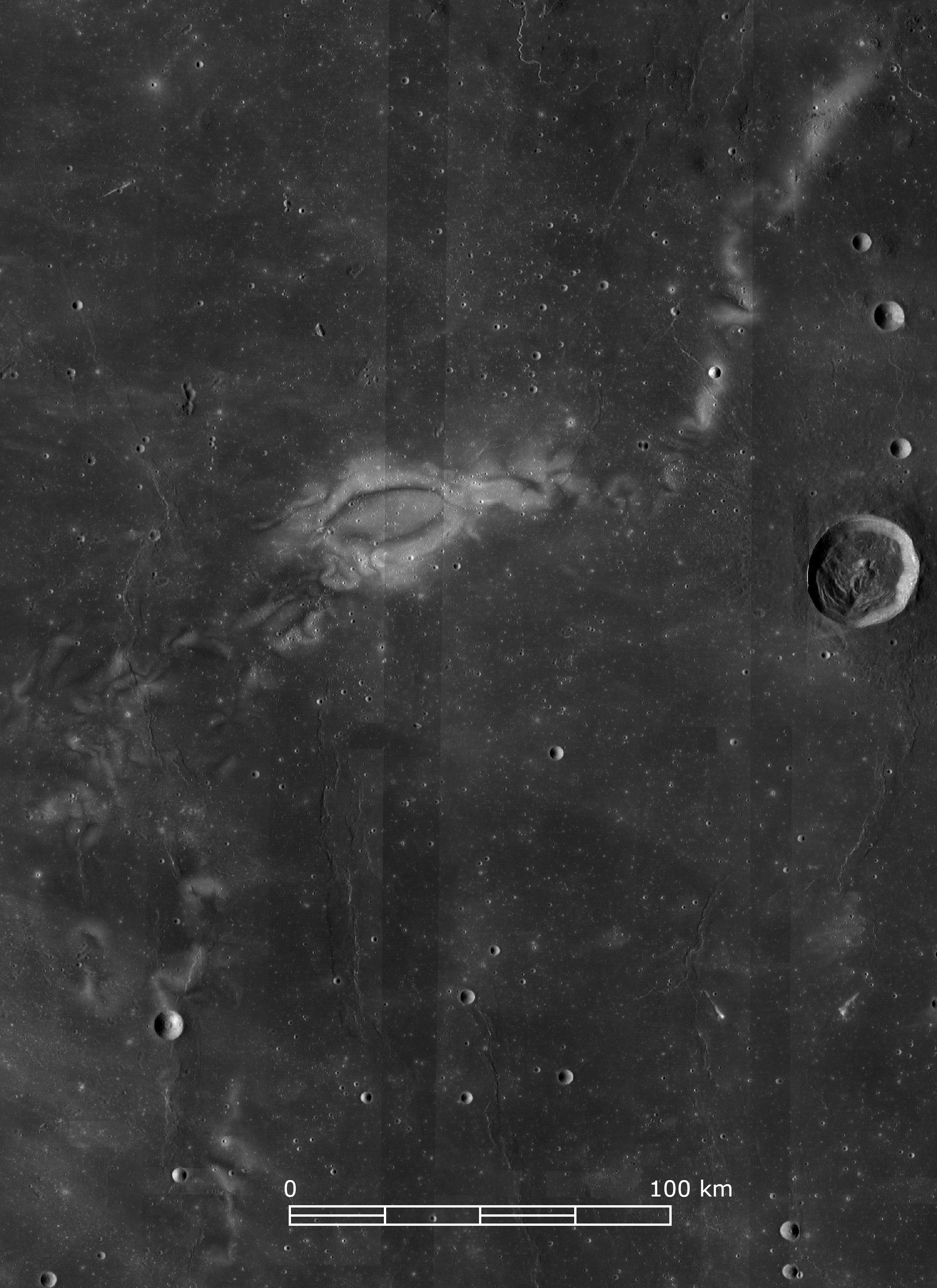
تصویری گرفته‌شده توسط مدارگرد شناسایی ماه از راینر گاما.

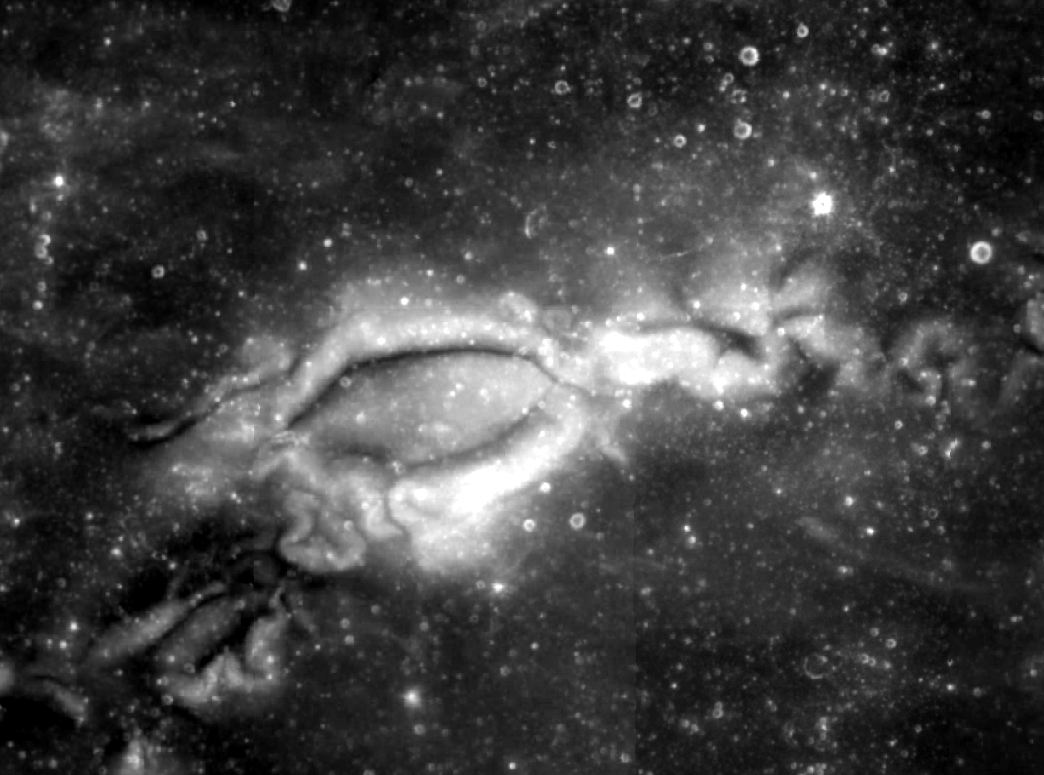
نمایی دیگر از گردابه‌های راینر گاما.

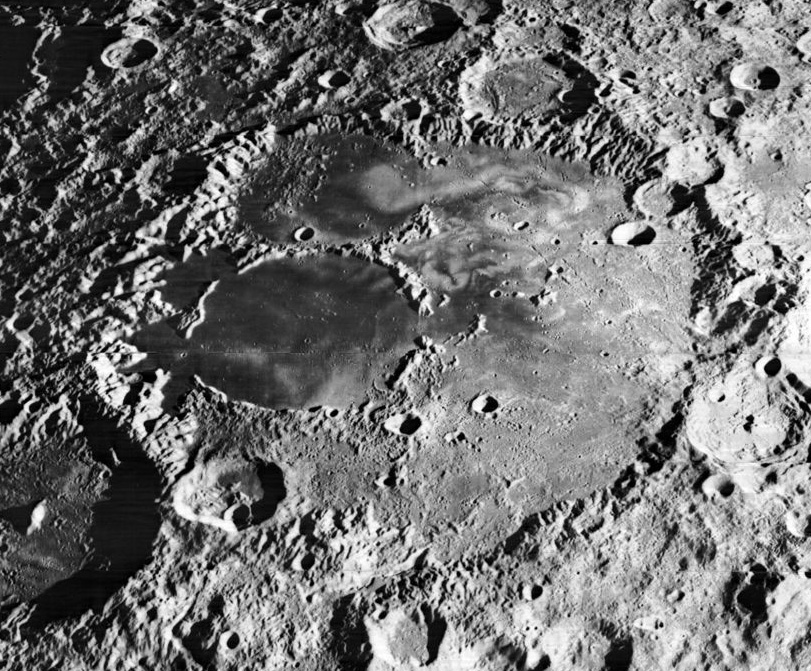
دریای هوشمندی.

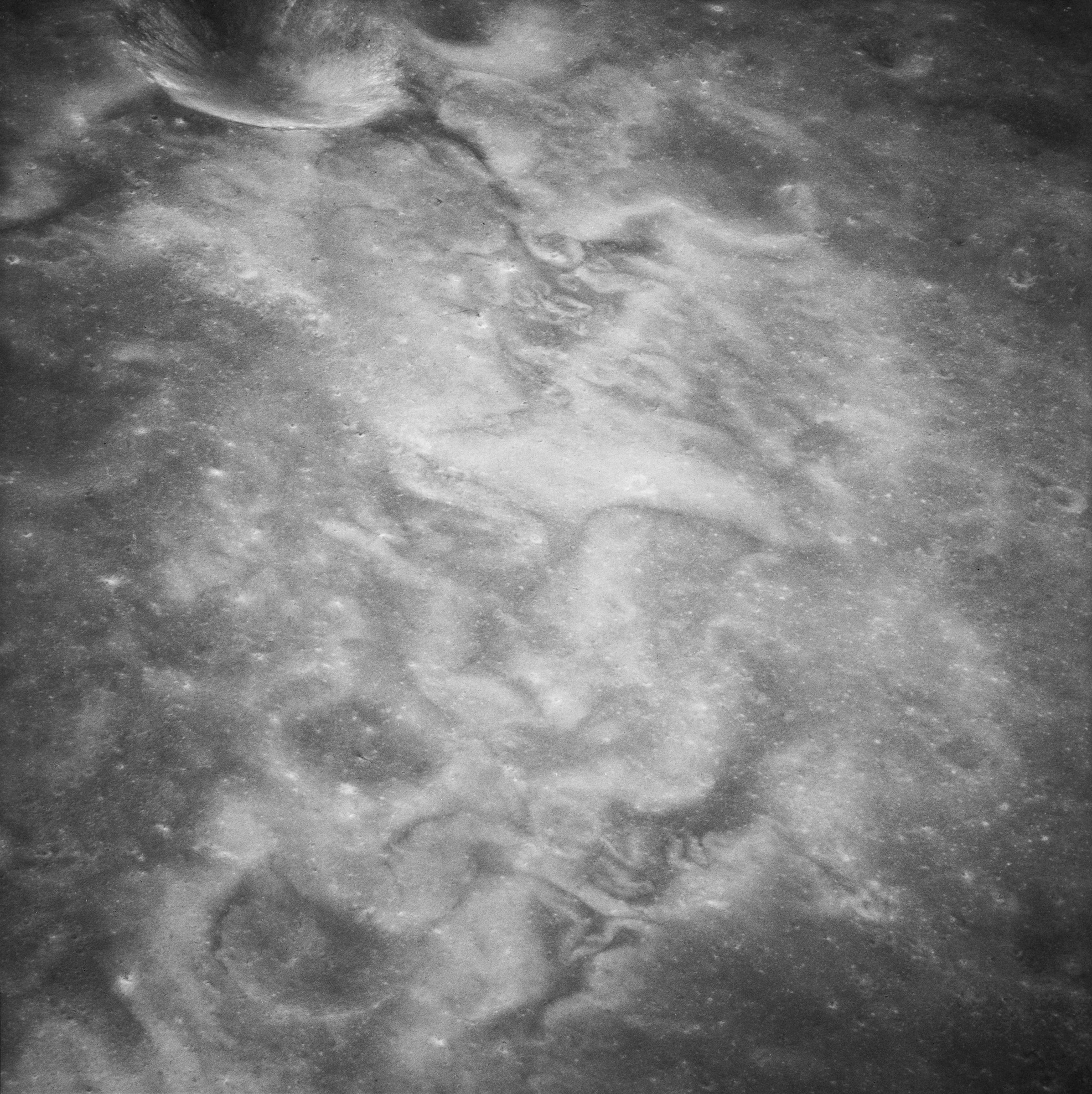
نمای گردابه‌های شرق دهانه فیرسُف. دید از آپولو ۱۰.

گِردابه‌های قمری (انگلیسی: Lunar swirls) حلقه‌های مرموزی روی سطح ماه هستند که شبیه خطوط یا مسیرهای خمیده به نظر می‌رسند. این گردابه‌ها روشن‌تر از محیط اطراف خود به نظر می‌رسند، مانند گرد و غبار تازه، حتی اگر احتمالاً خیلی قدیمی باشند.
نام این عارضه‌های طبیعی از شکل گرداب‌مانند، خمیده و مارپیچی آنها گرفته شده است. این اشکال گرداب‌مانند اغلب در مناطقی با میدان مغناطیسی قوی‌تر ظاهر می‌شوند، هرچند ماه دیگر میدان مغناطیسی آن‌چنانی ندارد.
دانشمندان دقیقاً مطمئن نیستند که این گردابه‌ها چگونه تشکیل شده‌اند، اما چند نظریه وجود دارد:
- میدان‌های مغناطیسی: شاید میدان‌های مغناطیسی قوی در این مناطق به نوعی بر گرد و غبار سطح ماه تأثیر گذاشته باشند، و آن را روشن‌تر کرده یا در این الگوهای گردابی جمع کرده‌اند.
- سقوط دنباله‌دارها: شاید برخوردهای باستانی دنباله‌دارها، گرد و غباری را که توسط میدان‌های مغناطیسی مرتب شده بود، به وجود آورد و این گردابه‌های روشن را به جا گذاشت.
- گازهای آتشفشانی: شاید گازهای آتشفشانی که از داخل ماه فوران می‌کنند، به نوعی این علامت‌گذاری‌ها را ایجاد کرده‌اند.

## شرح علمی

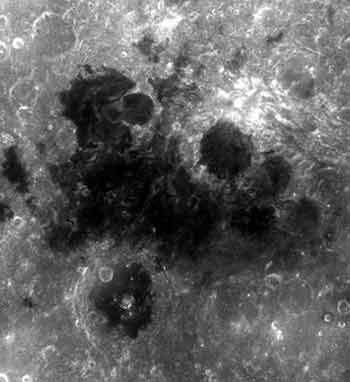
گِردابه‌های قمری

گردابه‌های قمری ویژگی‌های مرموزی هستند که در سراسر سطح ماه یافت می‌شوند و با داشتن سپیدایی بالا، ظاهر بصری جوان (یعنی داشتن ویژگی‌های نوری یک سنگ‌پوشه نسبتاً جوان) و (اغلب) داشتن شکلی سینوسی مشخص می‌شوند. شکل منحنی آن‌ها اغلب توسط نواحی با سپیدایی پایین که بین گردابه‌های روشن پیچ می‌خورند، برجسته می‌شود. به نظر می‌رسد که روی سطح ماه قرار گرفته‌اند، روی دهانه‌ها و نهشته‌های پرتابی قرار می‌گیرند، اما هیچ عارضه قابل مشاهده‌ای را ایجاد نمی‌کنند. گردابه‌ها هم بر روی دریاوار و هم سرزمین‌های مرتفع ماه شناسایی شده‌اند - آنها به ترکیب سنگ‌شناسی خاصی وابسته نیستند. گردابه‌ها روی دریاوار با تضاد سپیدایی قوی و ریخت‌شناسی پیچیده و سینوسی مشخص می‌شوند، در حالی که در ارتفاعات، کمتر برجسته هستند و اشکال ساده‌تری مانند حلقه‌های منفرد یا نقاط روشن پراکنده از خود نشان می‌دهند.

## ارتباط با ناهنجاری‌های مغناطیسی
گردابه‌های قمری همزمان با مناطقی از میدان مغناطیسی ماه با قدرت نسبتاً بالا روی بدنه سیاره‌ای که فاقد بوده و ممکن است هرگز یک دینام هسته‌ای فعال برای تولید میدان مغناطیسی خود نداشته است، هستند. هر مارپیچ یک ناهنجاری مغناطیسی مرتبط دارد، اما همه ناهنجاری‌های مغناطیسی گردابه‌های قابل شناسایی ندارند. نقشه‌برداری میدان مغناطیسی مداری توسط ماهواره‌های آپولو ۱۵ و آپولو ۱۶، پراسپکتور قمری، و کاگویا مناطقی با میدان مغناطیسی موضعی را نشان می‌دهد. از آنجایی که ماه در حال حاضر هیچ میدان مغناطیسی فعال جهانی ندارد، این ناهنجاری‌های منطقه‌ای، مناطقی از مغناطیس باقی‌مانده هستند. خاستگاه آنها همچنان بحث‌برانگیز باقی مانده است.

## نظریه‌های شکل‌گیری
سه نظریه یا مدل شناخته‌شده برای تشکیل گردابه‌ها وجود دارد. هر مدل باید به دو ویژگی تشکیل گردابه‌های قمری بپردازد، یعنی اینکه گردابه از نظر بصری نابالغ است، و اینکه با ناهنجاری مغناطیسی مرتبط است.
مدل‌هایی برای ایجاد ناهنجاری‌های مغناطیسی مرتبط با گردابه‌های قمری به این نکته اشاره می‌کنند که برخی از ناهنجاری‌های مغناطیسی در نقطه پادپایی حوضه‌های برخوردی بزرگ و جدیدتر روی ماه قرار دارند.

### نظریه برخورد دنباله‌دارها
این مدل استدلال می‌کند که سپیدایی (آلبدو) بالای گردابه‌ها نتیجه برخورد با یک دنباله‌دار است. این برخورد باعث ساییدگی عمیق‌ترین سطح سنگ‌پوشه توسط حرکت آشفته گاز و گرد و غبار گیسوی دنباله‌دار می‌شود که این امر موجب نمایان شدن مواد تازه و همچنین ته‌نشین شدن مواد ریز ساییده شده در نهشته‌های مشخص و گسسته است. طبق این مدل، ناهنجاری‌های مغناطیسی قوی مرتبط، نتیجه مغناطیسی شدن مواد نزدیک به سطح است که در اثر برخوردهای گاز با سرعت فوق‌العاده بالا و ضربه‌های بسیار ریز، تا بالاتر از دمای کوری گرم شده‌اند. طرفداران مدل برخورد دنباله‌داری معتقدند که وقوع بسیاری از گردابه‌ها در نقطه پادپایی حوضه‌های اصلی اتفاقی یا نتیجه نقشه‌برداری ناقص از مکان گردابه‌ها است.

## سپرسازی بادهای خورشیدی
این مدل استدلال می‌کند که گردابه‌ها به این دلیل تشکیل می‌شوند که سنگ‌پوشه با رنگ روشن‌تر به دلیل وجود ناهنجاری مغناطیسی از بادهای خورشیدی محافظت می‌شود. این گردابه‌ها نماینده مواد سیلیکاتی در معرض دید هستند که سپیدایی آنها به‌طور انتخابی در طول زمان در برابر اثرات فرسایش فضایی از طریق انحراف بمباران یونی باد خورشیدی حفظ شده است. طبق این مدل، بلوغ نوری سطوح سیلیکاتی در معرض دید، نتیجه بمباران یونی باد خورشیدی است. این مدل نشان می‌دهد که شکل‌گیری گردابه یک فرایند مداوم است که پس از ایجاد ناهنجاری مغناطیسی آغاز شده است.
شبیه‌سازی‌های ریاضی انجام شده در سال ۲۰۱۸ نشان داد که دالان گدازه می‌توانسته در حین سرد شدن خاصیت مغناطیسی پیدا کند، ویژگی که یک میدان مغناطیسی سازگار با مشاهدات نزدیک گردابه‌های قمری را فراهم می‌کند.

### انتقال غبار
این مدل استدلال می‌کند که میدان‌های الکتریکی ضعیف ایجاد شده توسط برهم‌کنش بین ناهنجاری‌های مغناطیسی پوسته و پلاسمای باد خورشیدی می‌تواند باعث جذب یا دفع گرد و غبار باردار الکتریکی ریز شود. مواد فلدسپات با سپیدایی بالا جزء غالب ریزترین ذرات خاک ماه هستند. حرکت الکترواستاتیک گرد و غبار برافراشته شده بر فراز سطح در گذر سایه‌مرز (مرز بین شب و روز) می‌تواند باعث تجمع ترجیحی این ماده و تشکیل الگوهای چرخشی روشن و حلقه‌ای شود.

## اندازه‌گیری‌های ماهواره‌ای
اندازه‌گیری‌های مغناطیسی مستقیم روی گردابه‌های قمری توسط چندین فضاپیمای ماه‌نشین، از جمله کلمنتاین و پراسپکتور قمری، انجام شده است. نتایج این مشاهدات با مدل برخورد دنباله‌داری ناسازگار است. مشاهدات بیشتر توسط مدارگرد شناسایی ماه از این مدل پشتیبانی می‌کند که باد خورشیدی توسط یک میدان مغناطیسی منحرف می‌شود.
مشاهدات طیفی توسط ابزار نقشه‌بردار کانی‌های ماه در چاندریان-۱ تأیید کرد که مناطق روشن‌تر از نظر هیدروکسید کمبود دارند، که این نیز از این فرضیه حمایت می‌کند که باد خورشیدی در مناطق کم‌رنگ منحرف می‌شود.
تا سال ۲۰۱۸، یک طرح مأموریتی با استفاده از تاسواره در ناسا در حال مطالعه است، با هدف درک شکل‌گیری گردابه‌های قمری. مأموریت پیشنهادی بولاس شامل دو ماهواره کوچک متصل به یک کمند فضایی به طول ۲۵ کیلومتر خواهد بود. کیوب‌ست در ارتفاع شش مایلی بالای سطح ماه قرار می‌گیرد.

## بررسی‌های میدانی
ناسا قصد دارد یک ماه‌نورد را به راینر گاما بفرستد تا رصدهای مستقیمی از مواد سطحی این منطقه به دست آورد. بودجه مأموریت «ورتکس قمری»، که توسط آزمایشگاه فیزیک کاربردی دانشگاه جانز هاپکینز اجرا می‌شود، برای انجام پرواز از طریق فراخوان «خدمات تجاری باربری به ماه» انتخاب شده است. تحویل ماه‌نورد برای این مأموریت در سفارش برنامه خدمات تجاری باربری به ماه سی‌پی-۱۱ گنجانده شد.
ماه‌نورد که حامل یک میکروسکوپ چندطیفی است، زبری و درخشندگی ذرات سطح را تعیین می‌کند و داده‌های خود را به فرودگر منتقل خواهد کرد. فرودگر نیز به نوبه خود، با متصدی‌های مستقر در زمین ارتباط برقرار می‌کند.